# Ilica (font)
Ilica je font koji su u svrhu zagrebačke ulične signalizacije dizajnirali tipografi Nikola Đurek i Damir Bralić 2012. godine. Nazvan je po istoimenoj ulici u središtu grada i dizajniran u formatu OpenType za sve latinične znakove. Font je razrađen u 16 inačica kao »suvremena interpretacija« zagrebačkih natpisa u secesijskom fontu i ostale tipografske baštine Donjega grada.
Dizajn je naručio Grad Zagreb u sklopu donošenja Pravilnika o izgledu i veličini ploča za označavanje imena ulica i trgova koji je stupio na snagu 2013. godine. Font je osvojio nagradu Hrvatskog dizajnerskog društva za dizajn prostornih i grafičkih intervencija i sistema u profesionalnoj sekciji 2014. godine.

## Dizajn znakova
Osnovni dizajn znakova sastoji se od bijelog teksta i/ili brojke (boja RAL 9010) u varijacijama fonta Ilica ispisanog na tamnoplavoj pozadini (RAL 5003), a na pravokutnoj pločici. S lijeve strane teksta nalazi se bijela linija. Sporedni brojevi, poput raspona godina u natpisnim pločama (npr. »hrvatski arhitekt i sveučilišni profesor 1907–1992«), ispisani su u Old Style fontu.
Znakovi za »staru gradsku jezgru«, odnosno Kaptol, dizajnirani su prema starim, tradicionalnim pločicama. Dizajn se sastoji od pločice skošenih uglova, debelog crvenog obruba (RAL 3000) te tamnoplavoga teksta (RAL 5003) na bijeloj pozadini (RAL 9010). Fontovi koji se rabe za tekst pripadaju porodici Knockout: HTF26-JuniorFlyweight, HTF48-Featherweight, HTF50-Welterweight. Za potrebe brojeva ovih pločica dizajniran je font Ilica Gornji Brojke.

## Kritike
Font su kritizirali dizajneri Saša Šimpraga i Robert Štimec. Iako su se njihove kritike mahom doticale ostalih elemenata dizajna pločica (koje su također osmislili dizajneri fonta) i postavljanja novih kućnih brojeva, Šimpraga je font nazvao »po kvaliteti ispod mnogih radova autorskog dvojca«, dok se Štimec požalio na to da je za brojeve fonta, osim što tvrdi da su premaleni, odabran masni (bold) grotesk stil, kojeg kritizira kao slabije čitljivog od serifnog pisma.

## Galerija
- Stari kućni broj iz razdoblja SFRJ pored novoga prema dizajnu za Ilicu
- Natpisna ploča na Trgu kralja Petra Svačića prema dizajnu za Ilicu
- Cestovni znakovi na Jarunu prema novome dizajnu
- Znak za obalu Dr. Savke Dabčević Kučar prema novome dizajnu
- Stari kaptolski kućni broj s fontom Onyx (lijevo) i suvremeni kaptolski kućni broj prema novome dizajnu (desno).
- Suvremeni dizajn kaptolske natpisne ploče za Buntakove stube